# GTワールドチャレンジ・ヨーロッパ
GTワールドチャレンジ・ヨーロッパ（GT World Challenge Europe、2014年から2019年まではブランパンGTシリーズ）とは、グループGT3を管轄するSROモータースポーツグループが主催する、GTカーレースシリーズである。スプリントカップとエンデュランスカップの2つが組み合わされている。

## 概要

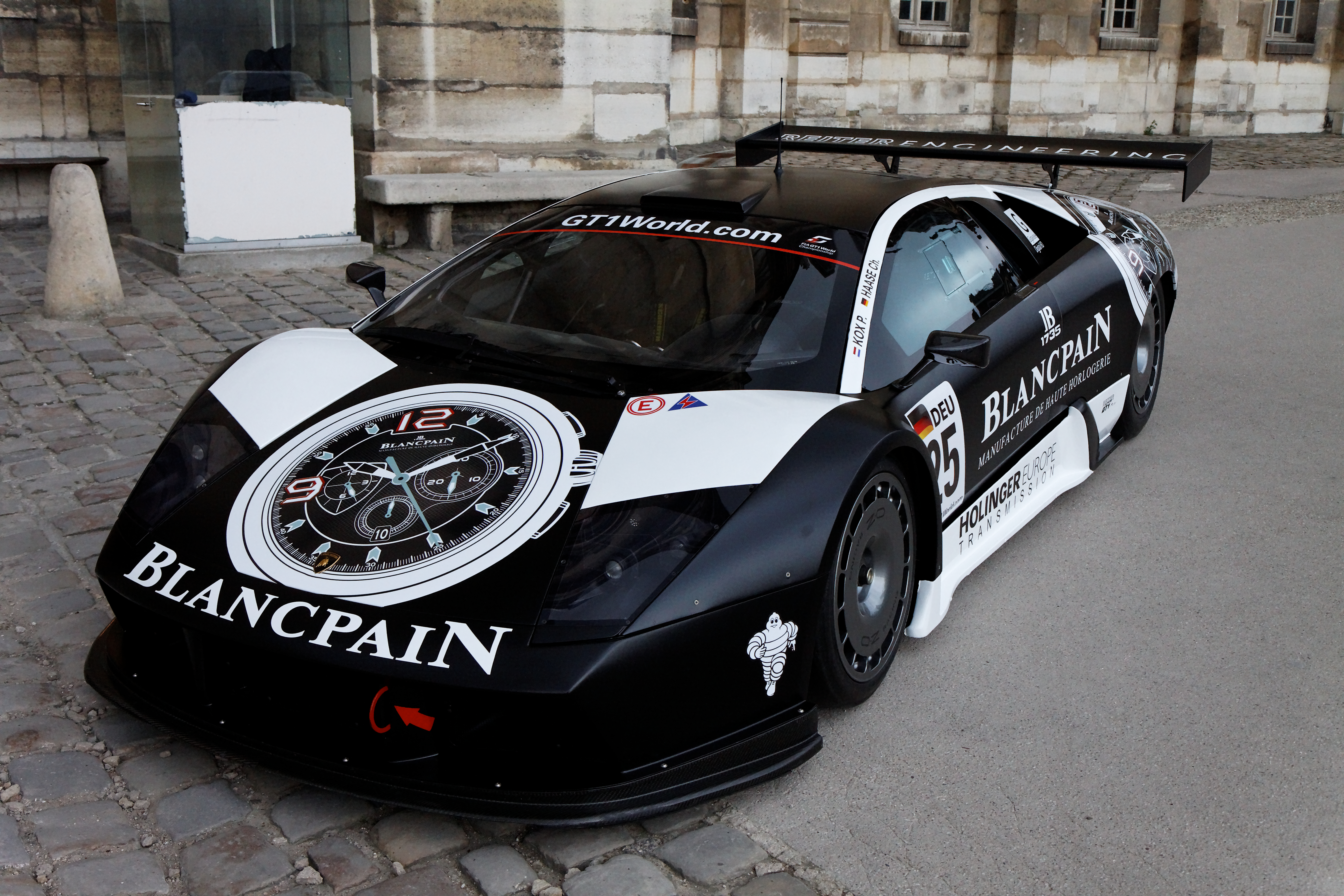
ブランパンが刻印されたランボルギーニ・ムルシエラゴ

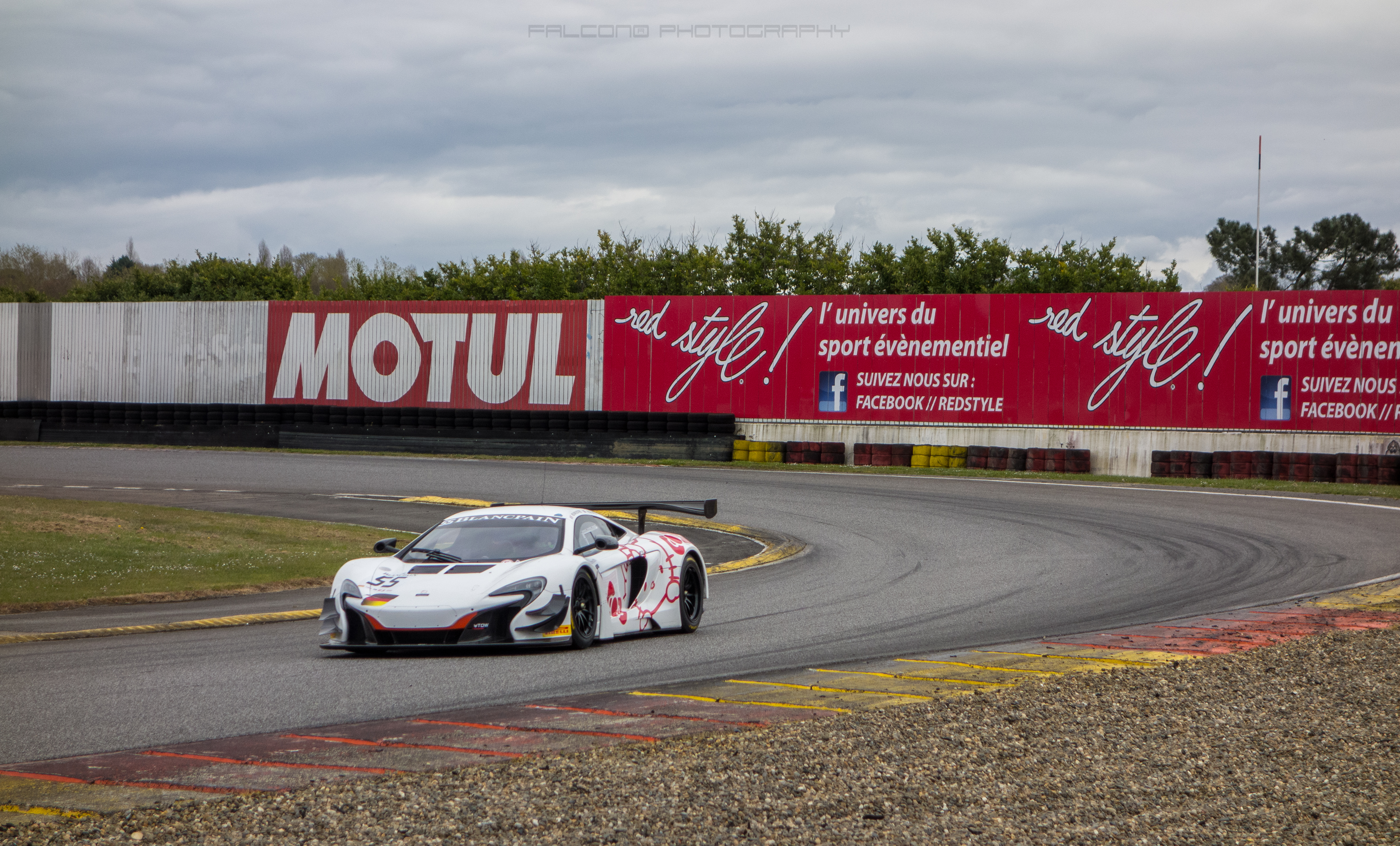
ハローキティの描かれたマクラーレン・650S GT3

アマチュア向けのグループGT3耐久レースとして、2011年にスイスの高級時計ブランドであるブランパンがタイトルスポンサーとなってスパ24時間を含む「ブランパンエンデュランスシリーズ」が開催された。同時期はコストの高騰や世界経済の不況を背景にグループGT1とFIA GT1世界選手権の崩壊が進んでいたが、安価なグループGT3を用いるブランパンはたちまち多くのエントラントを集めた。
2014年にはFIA GTシリーズがFIAの冠を取り去り、FIA管轄シリーズとしての費用を削減し「ブランパンスプリントシリーズ」に発展。そして耐久とスプリントを組み合わせた「ブランパンGTシリーズ」が発足、欧州GT3レースの最高峰としてその地位を確立した。
2016年には両シリーズは「ブランパンGTシリーズエンデュランスカップ」・「ブランパンGTシリーズスプリントカップ」へと名称が変更された。
2017年にはブランパンGTシリーズアジアを発足。アジアではすでにアジアンフェスティバルオブスピードの運営するGTアジアシリーズが展開していたが、ブランパンのブランドネームと豊富な賞金、欧州で培った運営ノウハウにより、たちまち大勢のエントラントを引き寄せた。
2018年にSROは、北米のPWC（ピレリ・ワールド・チャレンジ）の過半数の株式を取得、2019年からブランパンGTワールドチャレンジアメリカとなった。
しかし2019年終了を持ってブランパンとのパートナーシップが終了したことに伴い、名称が『GTワールドチャレンジ・ヨーロッパ』『GTワールドチャレンジ・アジア』『GTワールドチャレンジ・アメリカ』へとそれぞれ改められた。
前述の通り元々はアマチュア・プライベーターのためのレースであったが、FIA GTシリーズの消滅後に欧州メーカーたちは当シリーズに大挙してセミワークスチーム・プロドライバーを送りこんでおり、ランボルギーニやベントレーのようにブランパンを主戦場とするメーカーも少なくない。近年はSROもマニュファクチャラーの参戦を公式に認めており、よりマニュファクチャラー向けのシリーズとして2016年から、インターコンチネンタルGTチャレンジ（IGTC）を創設している。
日本からは日産自動車が育成プログラムの一環でセミワークス参戦し、千代勝正や高星明誠を欧州に送り込み、千代が2015年の耐久シリーズのドライバーズタイトルを獲得している。またジェントルマンドライバーの石川資章や森義治も参戦しており、森の車両はハローキティのカラーリングで話題を呼んだ。2018年からはレクサス・RC F GT3、ホンダ・NSX GT3も参戦している。
早くからメディアを活用しており、YouTubeでは無料でフリー走行・予選・決勝を生配信している他、全て動画としてもアップされる。アマチュアも参加するレースとしては多額の賞金が用意されており、2014年スプリント最終戦バクーでは総額17万5000ユーロ（2200万円以上）が用意された。
2021年、ル・マン24時間レースを運営するACO(フランス西部自動車クラブ)と、SROモータースポーツグループは2023年のアジアン・ル・マン・シリーズ開催に向け、ACO、SRO、そしてALMEM(アジアン・ル・マン・エンデュランス・マネージメント)が協力すると発表した。またACOとSROの新たな取り組みに加え、多くのスポーツカーチームが求めるル・マン24時間レースの招待枠が、GTワールドチャレンジ・ヨーロッパのチャンピオン、アジアン・ル・マン・シリーズとGTワールドチャレンジ・アジアを合算したチャンピオンに与えられることになった。

## レギュレーション
耐久カップとスプリントカップ両シリーズにフルエントリーするドライバー・チームは、GTワールドチャレンジ・ヨーロッパのタイトルを争う権利を得る。車両はグループGT3で、タイヤはピレリ。プロ、シルバー、プロ-アマ、アマの4カテゴリーが設置される。
ドライバーはスプリントは2人、耐久は3人（スパ24時間は4人も可）一組。クラス分けはFIA(国際自動車連盟)が定めるドライバーグレードで、シルバーカップはシルバーグレードドライバーのみ、プロ-アマではプラチナ又はゴールドドライバーと、シルバー又はブロンズドライバーの組み合わせが求められる。アマカップは、全ドライバーがブロンズグレードであることが求められる。
2022年から、アマカップをキャンセル。代わってプロ／シルバー／ブロンズのゴールドカップを設立する。また、スプリントカップでのプロクラスはプラチナ／ゴールドの組み合わせとなる。
スプリントは1時間の時間制で、1イベント2レースが行われる。スタートから25分から35分までの10分の間のみピットインでき、ドライバーを交代する義務がある。耐久は3時間以上で、伝統のスパ24時間の他、ポール・リカールでは1000kmレースもある。

## 歴代チャンピオン

### ドライバー
| 年     | 総合                                                  | シルバー カップ                             | Pro-Am カップ                                                    | Am カップ                                 |                      |
| ------ | ----------------------------------------------------- | ------------------------------------------- | ---------------------------------------------------------------- | ----------------------------------------- | -------------------- |
| 2014年 | ローレンス・ヴァントール                              | 開催無し                                    | 受賞者無し                                                       | 受賞者無し                                | -                    |
| 2015年 | ロビン・フラインス                                    | 開催無し                                    | 受賞者無し                                                       | 受賞者無し                                | -                    |
| 2016年 | ドミニク・バウマン マクシミリアン・ブーク             | 開催無し                                    | ミカウ・ブロニゼフスキー                                         | クラウディオ・スダネヴィッチ              | -                    |
| 2017年 | ミルコ・ボルトロッティ クリスチャン・エンゲルハート   | 開催無し                                    | アレクサンダー・マットシュル                                     | デビッド・ペレル                          | -                    |
| 2018年 | ラファエル・マルチェッロ                              | ニコ・バスティアン ジャック・マンチェスター | ニルス・スティブナー マルクス・ヴィンケルホック                  | アドリアン・アムステッツ レオ・マチツキー | -                    |
| 2019年 | アンドレア・カルダレッリ マルコ・マペッリ             | ニコ・バスティアン                          | アンドレア・ベルトリーニ ルイス・マシエルズ                      | 受賞者無し                                | -                    |
| 2020年 | ティムール・ボグスラフスキー                          | エセキエル・ペレス・コンパンク              | クリス・フロッグガット エディ・チーバー3世                       | 受賞者無し                                | -                    |
| 2021年 | ドリス・ヴァントール チャールズ・ワーツ               | アレックス・フォンタナ                      | エンリケ・シャベス ミゲル・ラモス                                | 受賞者無し                                | -                    |
| 2022年 | ラファエル・マルチェッロ                              | ベンジャミン・ゲーテ トーマス・ノイバウア   | ミゲル・ラモス                                                   | 受賞者無し                                | -                    |
| 年     | 総合                                                  | ゴールド カップ                             | Pro-Am カップ                                                    | シルバー カップ                           | ブロンズ カップ      |
| 2023年 | ラファエル・マルチェッロ ティムール・ボグスラフスキー | ニクラス・クルッテン カラン・ウイリアムズ   | アレックス・フォンタナ イヴァン・ヤコマ ニコラス・ロイトウィラー | アレックス・アカ ロレンツォ・パトレーゼ   | アレックス・マリキン |
| 年     | 総合                                                  | ゴールド カップ                             | シルバー カップ                                                  | ブロンズ カップ                           |                      |
| 2024年 | ルーカス・アウアー マロ・エンゲル                     | ポール・エブラード ジル・マグヌス           | セザール・ガゾー オーレリアン・パニス                            | エディ・チーバー3世 ジョナサン・フイ      |                      |

### チーム
| 年     | 総合                                                     | シルバー カップ                  | Pro-Am カップ                        | Am カップ                                 |                    |
| ------ | -------------------------------------------------------- | -------------------------------- | ------------------------------------ | ----------------------------------------- | ------------------ |
| 2014年 | ベルギー・アウディクラブ・チーム・WRT                    | 開催無し                         | 受賞者無し                           | 受賞者無し                                | -                  |
| 2015年 | ベルギー・アウディクラブ・チーム・WRT                    | 開催無し                         | 受賞者無し                           | 受賞者無し                                | -                  |
| 2016年 | AMG・チーム・HTPモータースポーツ                         | 開催無し                         | ケッセル・レーシング                 | AFコルセ カスペルスキー・モータースポーツ | -                  |
| 2017年 | GRT グラッサー・レーシングチーム                         | 開催無し                         | リナルディ・レーシング               | ケッセル・レーシング                      | -                  |
| 2018年 | (メルセデス-AMG Team) AKKA ASP SMPレーシング by AKKA ASP | 受賞者無し                       | サンテロック・レーシング             | バーウェル・モータースポーツ              | -                  |
| 2019年 | オレンジ 1 FFFレーシングチーム                           | AKKA ASP Team                    | AF コルセ                            | 受賞者無し                                | -                  |
| 2020年 | ベルギー・アウディクラブ・チーム・WRT                    | マッドパンダ・モータースポーツ   | スカイストーム・レーシング           | 受賞者無し                                | -                  |
| 2021年 | チーム・WRT                                              | エミール・フレイ・レーシング     | バーウェル・モータースポーツ         | 受賞者無し                                | -                  |
| 2022年 | AKKodis・ASP・チーム                                     | チーム・WRT                      | AFコルセ                             | 受賞者無し                                | -                  |
| 年     | 総合                                                     | ゴールド カップ                  | Pro-Am カップ                        | シルバー カップ                           | ブロンズ カップ    |
| 2023年 | AKKodis・ASP・チーム                                     | トレゾア・アテンプト・レーシング | カー・コレクション・モータースポーツ | トレゾア・アテンプト・レーシング          | ピュア・レーシング |
| 年     | 総合                                                     | ゴールド カップ                  | シルバー カップ                      | ブロンズ カップ                           |                    |
| 2024年 | チーム・WRT                                              | サンテロック・レーシング         | ブーツェン VDS                       | ラトロニック・レーシング                  |                    |